# グループ1984年
グループ1984年（グループ1984ねん）は、日本の保守派知識人の匿名グループ。1974年から1977年にかけて、『文藝春秋』誌上に7本の論文を掲載した。
7本の論文とは、以下の通りである。

## 7本の論文
- 「日本共産党「民主連合政府綱領」批判」 『文藝春秋』1974年6月号
- 「日本共産党への再批判」 同誌1974年8月号
- 「日本の自殺」 同誌1975年2月号(抄録再掲：同誌2012年3月号)
- 「現代の魔女狩り－日本社会は狂っていないか」 同誌1975年12月号
- 「魔女狩り的思考の見本―「現代の魔女狩り」への反論を読んで」 同誌1976年2月号
- 「腐敗の研究」 同誌1976年6月号
- 「日本の成熟－5700万票の政治学」 同誌1977年2月号

## メンバー
「日本共産党「民主連合政府綱領」批判」 (第1論文)を山崎正和から受け取って『文藝春秋』に掲載した田中健五(当時の同誌編集長)は、グループの中心人物は香山健一であったと明言している(後日、土光敏夫からの著者身元照会を受けて香山を紹介している)が、公文俊平、佐藤誠三郎の関与については推測に留めている。大野俊明（1974年3月当時の学習院大学・香山ゼミ生）は香山から托された第1論文の原稿の清書をゼミ生4名で分担して行ったとしており、「日本の自殺」(第3論文)は香山の単独執筆と推測している。

## 名称の由来
ジョージ・オーウェルの『1984年』に由来。

## 言及
- 批判対象となった日本共産党はリジョインダーとして第1論文に対し上田耕一郎、工藤晃「民主連合政府綱領批判への反批判」(『文藝春秋』1974年7月号)、第4論文に対し近藤忠孝、神崎敏雄「鉄面皮な大企業弁護論--どちらが"魔女狩り"か」(同誌1976年2月号)を寄稿し、第2論文、第5論文はその反批判として書かれた。
- 石坂啓の作品『エルフ』に、右傾した内容の論文を文芸誌に発表する「グループ一九四〇」が登場する[3]。
- 「日本の自殺」(第3論文)は2度書籍化されている。朝日新聞主筆の若宮啓文が2012年1月10日付けの「朝日新聞」朝刊「座標軸」にて第3論文に触れたことがきっかけとなり、「文藝春秋」誌上での抄録再掲、新書での再出版となった[4]。